# 阿古尼蓋格蘭
阿古尼蓋格蘭（阿拉伯语：‎）是阿爾及利亞提濟烏祖省的市镇，位於該國北部，由瓦齊耶區負責管轄，面積41平方公里，2008年人口9,692，人口密度每平方公里239人。